# (5136) Baggaley
(5136) Baggaley est un astéroïde de la ceinture principale.

## Description
(5136) Baggaley est un astéroïde de la ceinture principale. Il fut découvert le 20 octobre 1990 à Siding Spring par Robert H. McNaught. Il présente une orbite caractérisée par un demi-grand axe de 3,02 UA, une excentricité de 0,11 et une inclinaison de 11,2° par rapport à l'écliptique.

## Compléments